# Талпакоті коричневий
Талпако́ті коричневий (Columbina talpacoti) — вид голубоподібних птахів родини голубових (Columbidae). Мешкає в Мексиці, Центральній і Південній Америці.

## Опис

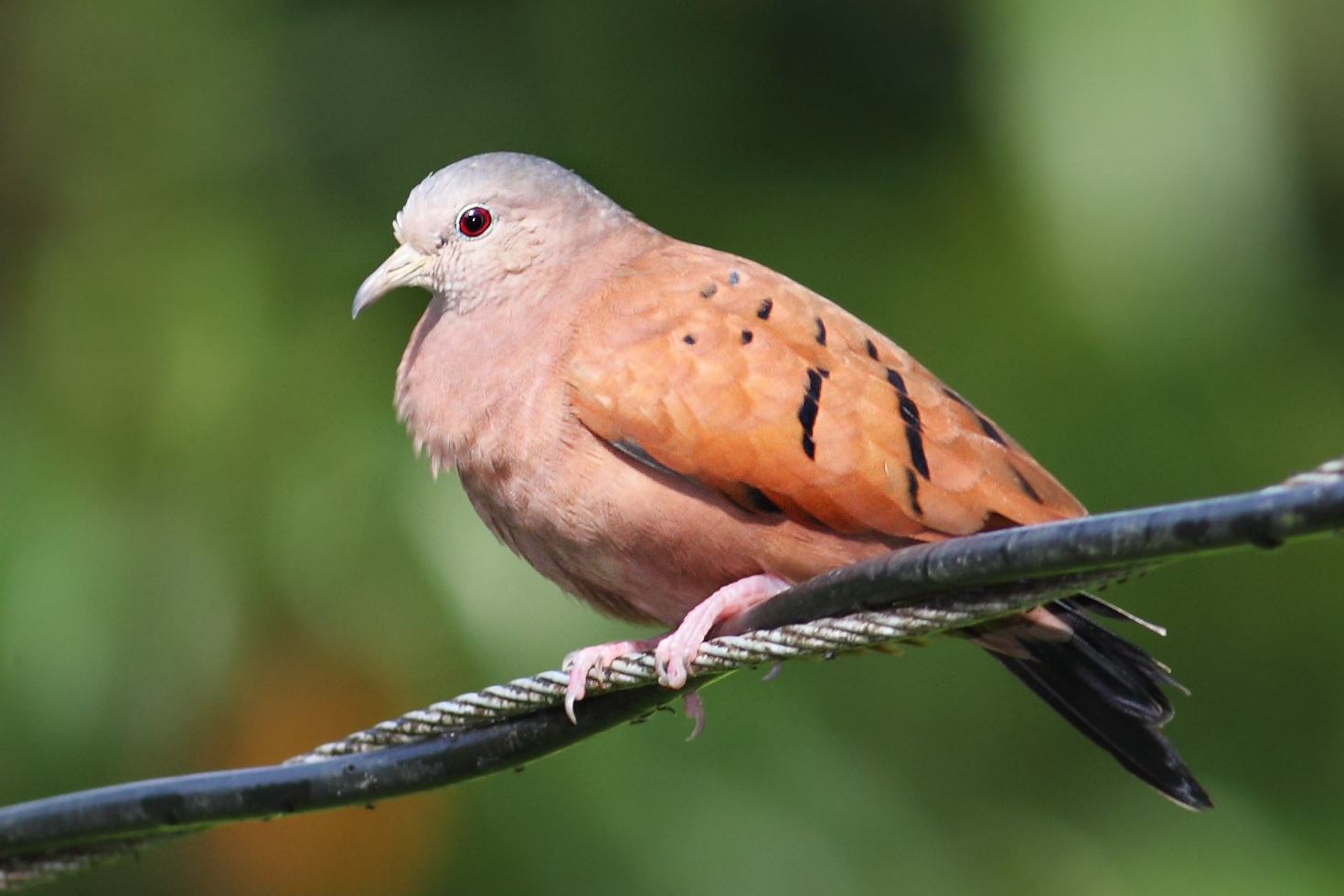
Коричневий талпакоті (Коста-Рика)

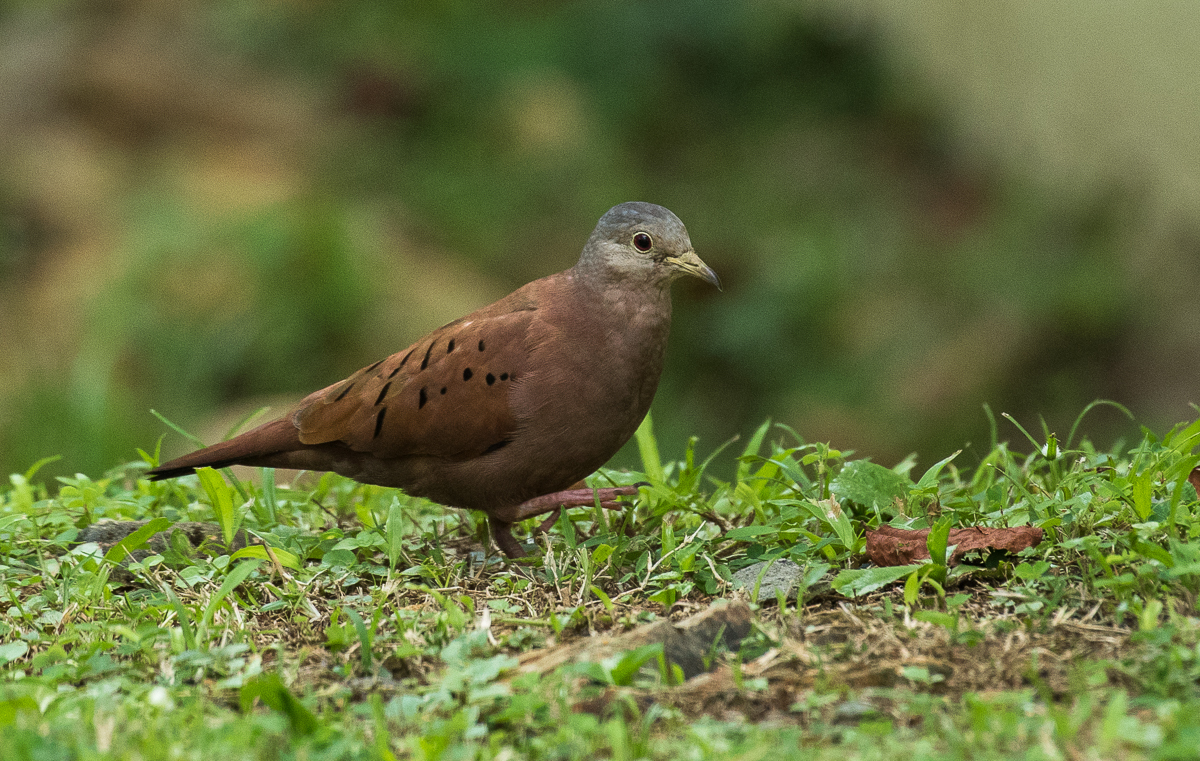
Коричневий талпакоті (Панама)

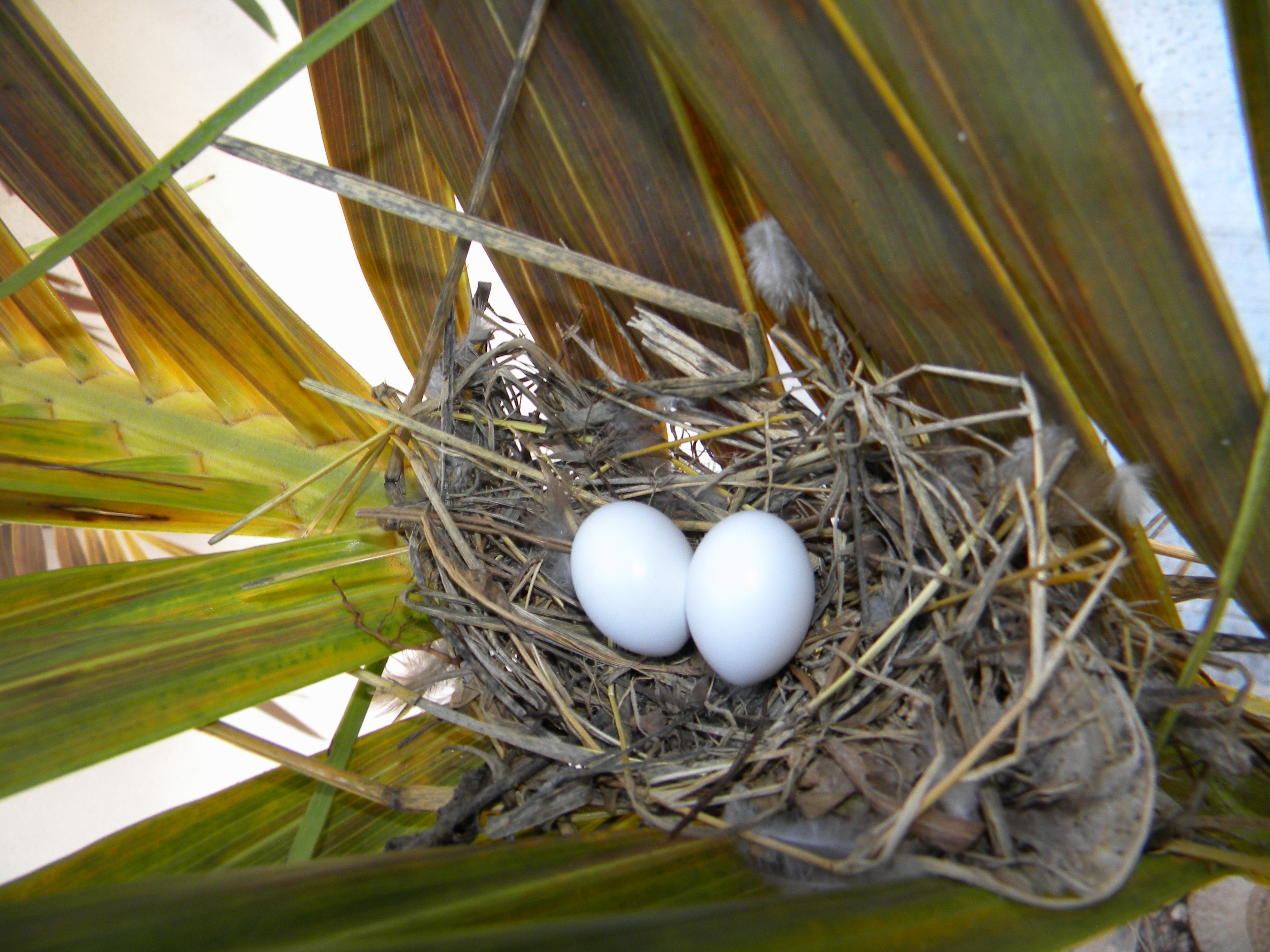
Гніздо коричневого талпакоті

Довжина птаха становить 15-18 см, вага 35-56 г. У самців голова і шия блідо-сізиувато-сірі, верхня частина тіла іржасто-коричнева, на покривних перах крил чорні плями. Нижня частина тіла блідо-коричнева, хвіст має чорні краї, нижня сторона крил чорнувато-коричнева. Райдужки червоні, дзьоб біля основи сірувато-роговий, на кінці темний, лапи червонуваті. Самиці мають переважно сірувато-коричневе забарвлення, рудий відтінок в їх оперенні менш виражений.

## Підвиди
Виділяють чотири підвиди:
- C. t. eluta (Bangs, 1901) — західне узбережжя Мексики (від північного Сіналоа до Чіапаса);
- C. t. rufipennis (Bonaparte, 1855) — від південно-східної Мексики до північної Колумбії і північної Венесуели, острови Бонайре, Маргарита, Тринідад і Тобаго;
- C. t. caucae (Chapman, 1915) — західна Колумбія (долина Кауки);
- C. t. talpacoti (Temminck, 1810) — від східного Еквадору і Перу до Гвіани, Бразилії і центральної Аргентини.

## Поширення і екологія
Коричневі талпакоті мешкають в Мексиці, Гватемалі, Белізі, Сальвадорі, Гондурасі, Нікарагуа, Коста-Риці, Панамі, Колумбії, Еквадорі, Перу, Болівії, Бразилії, Венесуелі, Гаяні, Суринамі, Французькій Гвіані, Парагваї, Уругуваї, Аргентині, на Тринідаді і Тобаго та на Бонайре. Бродячі птахи спостерігалися на південному заході США і в Чилі. Коричневі талпакоті живуть у відкритих ландшафтах, на луках, в чагарникових заростях і на полях. Зустрічаються переважно на висоті до 1200 м над рівнем моря, в Колумбії місцями на висоті до 2400 м над рівнем моря.
Коричневі талпакоті ведуть переважно наземний спосіб життя. Більшу частину часу вони проводять на землі, де шукають насіння, дрібних комах та інших безхребетних, зокрема равликів. Початок сезону розмноження у коричневих талпакоті різниться в залежності від регіону. Подекуди гніздування відбувається протягом всього року, в Перу і Болівії з вересня по січень, в Коста-Риці з січня по вересень, в Колумбії з квітня по листопад. Гніздо чашоподібне, робиться з гілочок, розміщується на дереві. В кладці 2 білих яйця. Інкубаційний період триває 11-13 днів, пташенята покидають гніздо через 10-14 днів після вилуплення. За сезон може вилупитися два-три виводки.

## Збереження
МСОП класифікує цей вид як такий, що не потребує особливих заходів зі збереження. За оцінками дослідників, популяція коричневих талпакоті становить від 5 до 50 мільйонів дорослих птахів.